# Albuen Strand (Vejle)
 For alternative betydninger, se Albuen Strand (Lolland).
Albuen Strand er en kunstigt anlagt strand på nordsiden af Vejle Fjord beliggende mellem Vejle bymidte og Bredballe.
Anlæggelsen af stranden blev påbegyndt i 1947, med sand hentet fra Trelde Næs. Stranden blev taget i brug seks år senere. Den er efterfølgende blevet renoveret af flere omgange, senest i 2005.
Ved Vejle Fjordsvøm er målområdet på Albuen Strand.